# Takanami (1942)
El Takanami (高波 ola alta?) fue un destructor de la Clase Yūgumo. Sirvió en la Armada Imperial Japonesa durante la Segunda Guerra Mundial, en una corta carrera de tan sólo tres meses, antes de ser hundido en combate. 

## Historia
Mientras escoltaba transportes de tropas hacia Rabaul, el 7 de octubre de 1942 rescató a 279 supervivientes del torpedeado transporte Naminoue Maru, alcanzando Truk 3 días después. Entre el 13 y el 14 de octubre escoltó a los acorazados Kongō y Haruna durante su bombardeo a Campo Henderson, repitiendo el proceso los días 15 y 16 con los cruceros Myōkō y Maya cuando estos hicieron lo propio. El 7 de noviembre, mientras realizaba un transporte de tropas a Guadalcanal, varios impactos próximos de un ataque aéreo causaron 17 bajas entre el Takanami y su gemelo Naganami.
Participando en una misión nocturna de suministro a la guarnición de Guadalcanal, el Takanami y otros siete destructores se vieron inmersos en la batalla de Tassafaronga, cuando fueron sorprendidos por una fuerza de cruceros y destructores estadounidenses que les aguardaba. Siendo la primera unidad atacada, alcanzó con torpedos a los cruceros USS Minneapolis y USS New Orleans, pero resultó gravemente dañado por la concentración de fuego dirigido por radar de los estadounidenses, hundiéndose posteriormente en la posición (09°18′S 159°56′E / -9.300, 159.933). Hubo 197 bajas, sobreviviendo tan sólo 48 marineros, de los cuales 19 fueron capturados al alcanzar la costa. Si bien las coordenadas del hundimiento indican una posición a 18 kilómetros al sursureste de la isla de Savo, el navegante del Takanami, que se encontraba entre los supervivientes, estimó que la posición era a 9 kilómetros al sur de la citada isla.

## Oficial al mando
- Jefe de equipamiento - Capitán de navío Masami Ogura - 20 de agosto de 1942 - 31 de agosto de 1942
- Capitán de navío Masami Ogura - 31 de agosto de 1942 - 30 de noviembre de 1942 (caído en combate)